# Francisco de la Lastra

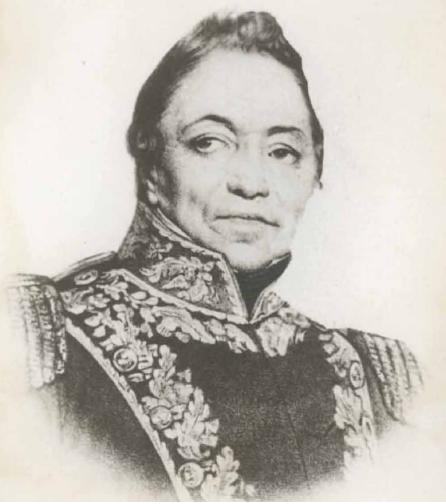
Francisco de Lastra

Francisco de la Lastra y Sotta (* 4. Oktober 1777 in Santiago de Chile; † 13. Mai 1852 ebenda) war ein chilenischer Politiker. 1814 regierte er während des chilenischen Unabhängigkeitskrieges kurze Zeit als Director Supremo das Land.
Lastra wuchs in Santiago auf und wurde von seinen Eltern 1793 nach Spanien geschickt, um dort eine Karriere als Marine-Offizier zu beginnen. Nach dem Ende seiner Ausbildung kehrte er 1803 in den Dienst der königlich-spanischen Flotte nach Chile zurück und versah die nächsten drei Jahre seinen Dienst dort.
Als sich die Chilenen 1810 gegen die neue, von Napoleon Bonaparte eingesetzte spanische Regierung erhoben, trat Lastra in die Reihen des chilenischen Revolutionsheeres ein.  Am 14. März 1814 rief ihn die chilenische Unabhängigkeitsbewegung zum Staatsoberhaupt aus, dem Director Supremo. Bald danach, am 23. Juli 1814, übernahm die sechste Junta die Macht, bestehend aus José Miguel Carrera, Julián Uribe und Manuel Muñoz Urzúa.
Als die chilenischen Aufständischen unter Carrera und Bernardo O’Higgins in den ersten beiden Oktobertagen 1814 in der Schlacht von Rancagua von den Spaniern vernichtend geschlagen wurden, setzte die spanische Wiedereroberung (reconquista) des rebellischen Chile ein. Lastra wurde – wie viele andere Revolutionäre – gefangen genommen und auf die Juan-Fernández-Inseln verbannt.
Nach dem Sieg der Chilenen 1817 kehrten die Rebellen wieder aufs Festland zurück. Lastra diente zunächst wieder in der Armee, später amtierte er als Gouverneur von Valparaíso und später als Verwaltungschef (Intendente) seiner Heimatprovinz Santiago.
1823 berief ihn der Director Supremo Ramón Freire y Serrano in den Staatsrat und zeitweise zu seinem Stellvertreter. 1826 wurde Francisco de la Lastra zum Brigadegeneral befördert, 1829 zum Generalinspekteur des Heeres. Während des Bürgerkrieges zwischen liberalen Föderalisten und konservativen Zentralisten hatte er kurze Zeit auch das Amt des Kriegs- und Marineministers inne. Er unterstützte die liberale Sache bei der Revolution der Konservativen im Jahre 1829 und verteidigte den Regierungssitz gegen die Truppen von José Joaquín Prieto Vial, wenn auch vergeblich.
Nach dem Sieg der Konservativen zog sich Lastra ins Privatleben zurück. 1843, als Präsident Manuel Bulnes Prieto sich um eine Versöhnung der einst feindlichen Lager bemühte, wurde auch Lastra wieder ins öffentliche Leben geholt. Er erhielt einen Sitz am chilenischen Kriegsgericht und wurde als Vertreter des Wahlkreises Lautaro ins Abgeordnetenhaus gewählt. 1844 wählten ihn die Abgeordneten zum Vizepräsidenten des Abgeordnetenhauses. Im Alter von 74 Jahren starb er im Mai 1852.